# イラン標準時
|  | UTC+2       | 東ヨーロッパ時間                                                          |
|  | UTC+2 UTC+3 | 東ヨーロッパ時間 / イスラエル標準時 東ヨーロッパ夏時間 / イスラエル夏時間 |
|  | UTC+3       | アラビア標準時 極東ヨーロッパ時間                                         |
|  | UTC+3:30    | イラン標準時                                                              |
|  | UTC+4       | 湾岸標準時                                                                |

イラン標準時（イランひょうじゅんじ、ペルシア語: ساعت رسمی ایران）はイランで使用されている協定世界時を3時間30分進めた（UTC+3:30）標準時である。イラン標準時は東経52.5度の子午線を基準としている。
2005年から2008年の期間はマフムード・アフマディーネジャード大統領（当時）の決定により夏時間を実施しなかった。夏時間は2008年3月21日に再開され、2022年9月21日に廃止された。

## 夏時間
夏時間は、イラン暦のファルヴァルディーン月1日深夜～2日未明（グレゴリオ暦3月22日頃）に始まり、シャフリーヴァル月30日深夜～31日未明（グレゴリオ暦9月22日頃）に終わる。
夏時間を導入している多くの国では夏時間の開始日・終了日は曜日で決まっているが、イランでは日付で決まっているため、夏時間の開始日・終了日の曜日は当然ながら毎年異なっていた。
| 年     | 開始                        | 終了                        |
| ------ | --------------------------- | --------------------------- |
| 2019年 | 3月22日金曜日 00:00（IRST） | 9月22日日曜日 00:00（IRDT） |
| 2020年 | 3月21日土曜日 00:00（IRST） | 9月21日月曜日 00:00（IRDT） |
| 2021年 | 3月22日月曜日 00:00（IRST） | 9月22日水曜日 00:00（IRDT） |
| 2022年 | 3月22日火曜日 00:00（IRST） | 9月22日木曜日 00:00（IRDT） |

## 標準時の変遷
| 使用期間        | 協定世界時との差  | 標準時の名称                              |
| 1800年 – 1946年 | UTC+3:25:44       | イラン標準時（IRST）                      |
| 1947年 – 1977年 | UTC+3:30          | イラン標準時（IRST）                      |
| 1977年 – 1979年 | UTC+4 UTC+5       | イラン標準時（IRST） イラン夏時間（IRDT） |
| 1979年 – 1980年 | UTC+3:30 UTC+4:30 | イラン標準時（IRST） イラン夏時間（IRDT） |
| 1981年 – 1990年 | UTC+3:30          | イラン標準時（IRST）                      |
| 1991年 – 2005年 | UTC+3:30 UTC+4:30 | イラン標準時（IRST） イラン夏時間（IRDT） |
| 2006年 – 2007年 | UTC+3:30          | イラン標準時（IRST）                      |
| 2008年 – 2022年 | UTC+3:30 UTC+4:30 | イラン標準時（IRST） イラン夏時間（IRDT） |
| 2022年 – 現在   | UTC+3:30          | イラン標準時（IRST）                      |

## IANA time zone database
tz databaseのzone.tabには、イランの標準時が1つ含まれている。
| 国コード | 座標        | TZ          | 注釈 | 協定世界時との差 | 夏時間 | 備考 |
| -------- | ----------- | ----------- | ---- | ---------------- | ------ | ---- |
| IR       | +3540+05126 | Asia/Tehran |      | +03:30           | +04:30 |      |